# Мононобэ-но Окоси
Мононобо-но Окоси (яп. 物部 尾輿; VI век) — японский аристократ периода Асука, глава клана Мононобэ, носивший титул о-мурадзи. Известен как враг буддизма и отец Мононобэ-но Мории.

## Биография
Мононобэ-но Окоси принадлежал к одному из самых древних и влиятельных родов Ямато VI века, возводившему свою генеалогию к божеству синтоистского пантеона, и носил титул о-мурадзи, главы клана. В «Нихон сёки» он упоминается как враг буддизма. Согласно этому источнику, в 552 году, когда ван Пэкче прислал императору Киммэю позолоченную статую Будды и рассказал в письме, что молитвы Будде обладают магической силой, Окоси, занимавший пост министра, высказался против нового культа.
«Правители Поднебесной во все времена — весной, летом, осенью и зимой — почитали 180 богов в святилищах Неба и Земли, — сказали императору Окоси и ещё один министр, Накатоми-но Камако. — Если же теперь станем заново почитать бога соседних стран, то боги нашей страны могут разгневаться». Услышав это, Киммэй передал статую и остальные дары из Пэкче министру Сога-но Инамэ, поддержавшему новый культ. Вскоре в Ямато началась эпидемия. Мононобэ и Накатоми объяснили это гневом богов из-за того, что род Сога поклоняется Будде, и выбросили статую в канаву.
С этих событий началась борьба трёх родов, связанная с религиозным вопросом. Мононобэ и Накатоми выступали за сохранение традиционной религии, так как возводили свои родословные к синтоистским божествам, а менее знатные Сога связывали с буддизмом свои надежды на дальнейшее возвышение. Эту борьбу продолжил сын Мононобэ-но Окоси Мононобэ-но Мория.